# Crouzilles
Crouzilles ist eine französische Gemeinde mit 530 Einwohnern (Stand: 1. Januar 2022) im Département Indre-et-Loire in der Region Centre-Val de Loire. Sie gehört zum Kanton Sainte-Maure-de-Touraine im Arrondissement Chinon.

## Geografie
Crouzilles liegt etwa 48 Kilometer südsüdwestlich von Tours an der Vienne, die die Gemeinde im Süden begrenzt. Umgeben wird Crouzilles von den Nachbargemeinden Avon-les-Roches und Crissay-sur-Manse im Norden, Saint-Épain im Osten, Trogues im Osten und Südosten, Parçay-sur-Vienne im Süden, Theneuil im Süden und Südwesten sowie L’Île-Bouchard im Westen.

## Bevölkerungsentwicklung
| Jahr                       | 1962 | 1968 | 1975 | 1982 | 1990 | 1999 | 2006 | 2018 |
| -------------------------- | ---- | ---- | ---- | ---- | ---- | ---- | ---- | ---- |
| Einwohner                  | 676  | 655  | 471  | 453  | 540  | 519  | 548  | 522  |
| Quellen: Cassini und INSEE |      |      |      |      |      |      |      |      |

## Sehenswürdigkeiten

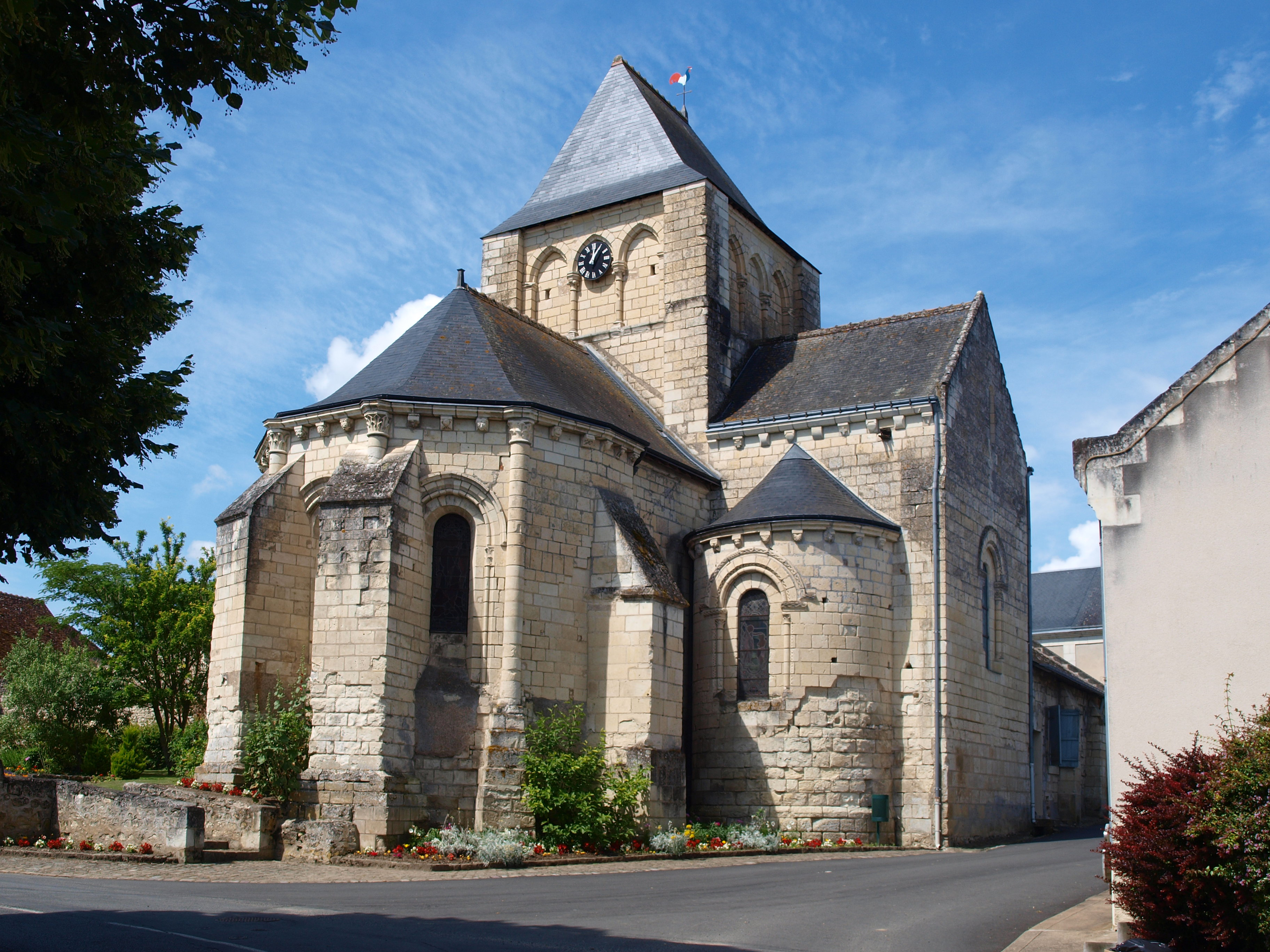
Kirche Notre-Dame

- Kirche Notre-Dame
- Dolmen Le Pavé de Saint Lazare